# Sandrine Ringler
Sandrine Ringler, née le 10 septembre 1973 à Sélestat, est une footballeuse française évoluant au poste de défenseur, devenue entraîneuse.

## Carrière

### Carrière en club
Sandrine Ringler joue au cours de son enfance à l'US Heidolsheim de 1979 à 1985. Elle joue ensuite de 1985 à 1990 au FC Hilsenheim. Elle devient en juin 1990 joueuse de l'ASPTT Strasbourg. En juillet 1996, elle rejoint le FC Vendenheim. Elle termine sa carrière de 1998 à 2000 au SC Schiltigheim,.

### Carrière en sélection
Sandrine Ringler compte dix-neuf sélections en équipe de France féminine entre 1994 et 1999.
Elle joue son premier match en équipe nationale le 25 septembre 1994, contre l'Écosse. Ce match gagné 0-3 rentre dans le cadre des éliminatoires du championnat d'Europe 1997. Elle dispute ensuite le championnat d'Europe organisé en Norvège et en Suède. Lors de cette compétition, elle joue un match contre la Russie (victoire 1-3). Elle reçoit sa dernière sélection le 24 mars 1999, en amical contre le Japon (défaite 0-1).

### Carrière d'entraîneuse
Sandrine Ringler est depuis 2018 adjointe de la sélection féminine U20. Elle est depuis l'été 2021 entraîneuse de l'équipe de France féminine U19.